# Taxón criptogénico
En biogeografía, se conoce como taxón criptogénico a una especie o subespecie de un organismo del cual se desconoce parcial o totalmente el verdadero rango original de su distribución geográfica, por lo que, no es posible segregarlo como especie nativa o adventicia respecto a un territorio determinado.

## Etimología e historia
Etimológicamente, el término genérico criptogénico se construye con la palabra del idioma griego, en donde: kryptos significa ‘secreto’ más el vocablo en latín genic que se traduce como ‘origen’.
El término, que también tiene un significado médico, fue incorporado a la biología de la conservación por primera vez por James T. Carlton en el año 1982 para calificar la condición de un taxón en un lugar específico de su distribución silvestre, del cual se poseen indicadores que hacen presumir su origen exótico, pero la evidencia disponible no es concluyente, lo que implica que eventualmente podría tratarse de un taxón nativo.

## Generalidades
En algunas partes del globo, las especies criptogénicas pueden ser notablemente numerosas. Su existencia tiene consecuencias importantes para comprender y gestionar las invasiones biológicas.
No todas las especies criptogénicas poseen dicha categoría en la totalidad del área donde viven. En ciertas partes de su distribución podría ser demostrable fehacientemente para la misma un origen exótico o introducido, mediante el apoyo de evidencia paleontológica, arqueológica, histórica, genética, etc. Es decir, allí la especie no se encontraba originalmente, pero logró invadir esa región por acción humana directa o indirecta. En cambio, en otras partes de la geonemia de la misma especie, donde se conoce de su existencia desde tiempos inmemoriales, o no hay certeza de una relación antrópica respecto a su presencia allí  pero persisten dudas fundadas, se prefiere conservadoramente definirlas como criptogénicas, por lo tanto, podrían ser también ahí exóticas o tal vez nativas, precisando de mayor investigación para dilucidar sus indigenatos. La persistencia de la duda entre la comunidad científica dificulta ajustar sus categorías de conservación, su protección, o eventual combate y aprovechamiento libre. Se suma al hecho de que muchos taxones caen en una zona gris y, por lo tanto, su calificación está abierta a una cierta cantidad de juicio personal de cada investigador, en especial en los casos de introducciones efectuadas hace varios milenios.
Los frágiles ecosistemas insulares intrínsecamente sufren de una mayor vulnerabilidad frente a las invasiones biológicas. Es por eso que, aplicando un principio precautorio, para fines prácticos de manejo de conservación puede invertirse la carga de la prueba, y en ausencia de evidencias que indiquen su condición de nativas, se les asigna a las criptogénicas los procesos respecto a las genuinamente exóticas, por ejemplo, para algunas especies que poseen también una distribución continental y no hay genéticamente diferencias respecto a la población insular.

## Cómo se los identifica
En ausencia de evidencia directa, la evaluación definitiva del estado biogeográfico es imposible, por lo que la identificación de probables taxones criptogénicos debe basarse en evidencia circunstancial, en los que se toma como guía una serie de factores, entre los que se cuentan la afiliación al hábitat, o el uso de confiables marcadores moleculares para dirimir el origen de ciertas poblaciones.
J. T. Carlton y J. W. Chapman proporcionaron un test que incluye más de 20 criterios biogeográficos, históricos, mecanicistas, ecológicos, biológicos, evolutivos y genéticos para determinar objetivamente si un taxón es nativo o introducido; de no arribarse a conclusiones decisivas, indican que debe permanecer en la categoría criptogénica, a la espera de nuevas pruebas.
La evaluación de la etapa de invasión puede hacerse de forma independiente y también entregar información valiosa, por lo que puede emplearse como un calificador adicional, por ejemplo, la de especies criptogénicas establecidas. En los taxones en que la carencia de datos no permite una evaluación de los criterios de clasificación, o si lo permite, solo faculta a alcanzar una evaluación muy tentativa, se ha sugerido definirlos en una categoría propia de criptogénicos: la de taxón con “datos insuficientes”, la que sería análoga a la de igual nombre que se emplea en los procedimientos de evaluación del riesgo de extinción en la confección de la Lista Roja de Especies Amenazadas de la organización internacional dedicada a la conservación de los recursos naturales Unión Internacional para la Conservación de la Naturaleza (IUCN). A ambos lados del esquema donde se incluyen los taxones con datos insuficientes se sitúan los taxones criptogénicos típicos, en un lado los que han quedado más próximos al tratamiento como nativos y en el opuesto los ubicados más estrechamente en la consideración de adventicios.
Se ha propuesto que un taxón determinado, en una región determinada, sea clasificado como criptogénico mediante la aplicación de criterios de evaluación. Su empleo está inevitablemente asociado con incertidumbres que surgen por datos incompletos o contradictorios, distintas atribuciones de relevancia a diferentes conjuntos de datos o ambigüedades conceptuales. Algunas de estas incertidumbres pueden reducirse gracias a una mejor comprensión de los taxones bajo evaluación, mediante la adquisición de datos adicionales y nuevos métodos, así como a mejores definiciones de los criterios a utilizar. Sin embargo, el desentrañamiento de algunos tipos de incertidumbre nunca pueden reducirse lo suficiente. En consecuencia, se ha sugerido la inclusión de niveles de incertidumbre en todas las categorizaciones en tres niveles: alto, medio y bajo. Se asigna “baja incertidumbre” cuando haya evidencia directa que respalde la evaluación, con datos confiables y de buena calidad, con toda la evidencia apuntando hacia la misma dirección; en esta calificación el evaluador considera que hay más del 90 % de posibilidades de que la evaluación sea correcta. Se asigna “incertidumbre media” cuando haya alguna evidencia que respalde la evaluación, pero la calidad o cantidad de los datos es insuficiente para un dictamen definitivo; en esta calificación el evaluador considera que hay entre el 75 % y el 90 % de posibilidades de que la evaluación sea correcta. Finalmente, se asigna una calificación como “alta incertidumbre” cuando hay una falta de evidencia para respaldar la evaluación, los datos son de baja calidad o son ambiguos; en esta calificación el evaluador considera que hay entre el 50 % y el 75 % de posibilidades de que la evaluación sea correcta. Se recomienda que las evaluaciones sean grupales o por procesos de consulta, para minimizar las variaciones que se darían mediante evaluaciones individuales (cada experto podría asignar diferentes relevancias e incertidumbres a los mismos datos, o conocer diferentes fuentes de datos).

### Criterios
Se han delineado una serie de criterios para establecer el estatus biogeográfico de un determinado taxón en un área particular.

#### Criterio 1: Cruzando barreras biogeográficas
La transposición de barreras biogeográficas es un método clásico para separar los taxones nativos de los exóticos, sin embargo puede haber incertidumbre cuando nuevas ocurrencias de una especie se ubican muy cerca, pero aún fuera, de su supuesto rango nativo y no existe una barrera de distribución geográfica obvia o, si esta existe, la misma no parece ser impermeable a los cruces, lo que se traduce en que queden casos inciertos.
Las dudas también surgen ante el hecho de que ciertos taxones pueden dispersarse naturalmente a largas distancias sin intervención humana, son los que usan corrientes de aire, los buenos nadadores, los que sobreviven flotando en el agua o los que ocasionalmente las aves pueden transportar sus propágulos. Todos ellos tienen potencial para arribar naturalmente hasta islas oceánicas, en especial durante eventos excepcionales. De manera similar, en las especies con áreas de distribución nativa disyuntas, la calificación de las poblaciones pertenecientes a nuevas áreas de ocurrencias pasa a ser difícil. A menudo los taxones se etiquetan como exóticos en función de límites administrativos (fronteras internacionales o subnacionales), aunque estos no coincidan con los de las áreas biogeográficas. Hay casos complicados de definir en los que el área de distribución nativa se extiende cerca de la frontera administrativa sin presentarse en el medio alguna barrera biogeográfica insuperable.

#### Criterio 2.1: Acción humana directa
La recolección, el transporte y la liberación son procesos de una introducción que pueden ocurrir de manera accidental o intencional, pero en ocasiones puede ser difícil desenredar si la dispersión fue mediada por humanos.
No siempre hay evidencia clara que permita asegurar que la presencia de un taxón en un área obedece como factor causal a la intervención humana directa (por ejemplo, introducciones bien documentadas, liberaciones o escapes de intercepciones). Solo en una minoría de casos estará documentada la introducción y liberación o escape de un taxón en un nuevo rango; por lo común, la acción humana directa se infiere a través de la asociación de las primeras ocurrencias con vías de introducción relevantes, pero tales inferencias pueden no considerarse sólidas (incertidumbre no baja) por lo que el taxón se lista como criptogénico.

#### Criterio 2.2: Acción humana indirecta
Cambios en la distribución de taxones pueden ser consecuencia de acciones humanas indirectas, que alteran las características biofísicas del medio ambiente.
Estos cambios pueden modificar la idoneidad de una región para un taxón a través de una gama de mecanismos potenciales: la modificación del hábitat, el cambio climático antropogénico, la creación de nuevos recursos tróficos o lugares para anidamiento, la eliminación de competidores o depredadores nativos o la conectividad a través de corredores biológicos artificiales o por medio de infraestructura.
Estos cambios indirectos mediados por humanos son graduales y causan en una región alteraciones sutiles o generalizadas en la potencialidad de poder ser ocupada. Cuando los cambios son más bien sutiles, los taxones que los aprovechan extendiendo sus geonemias no son realmente criptogénicos (no hay dudas sobre su origen) pero están a medio camino entre los verdaderamente nativos y los indiscutiblemente exóticos, por lo que se ha acuñado un término para individualizarlos: neonativos. Otros taxones han utilizado directamente obras de infraestructura humana para superar barreras naturales que acotaban sus distribuciones, tal es el caso de mamíferos que cruzan puentes o los organismos acuáticos que se han extendido a través de canales que unen cuencas fluviales o mares que han estado separados por millones de años; un ejemplo clásico son los peces e invertebrados que han utilizado la apertura del canal de Suez en 1869 para invadir el mar Mediterráneo desde el mar Rojo, o viceversa; estos no califican como neonativos como tampoco hay ni la más mínima sospecha de que su origen no fuese antrópico (duda que si la hubiera los transformaría en criptogénicos), por lo que tales taxones pueden considerarse inequívocamente exóticos.
Sin embargo, en gran parte de los casos, los factores responsables de rápidas expansiones de rango y la contribución potencial mediada por el hombre siguen siendo en gran medida desconocidos. Por lo tanto, las atribuciones antrópicas suelen ser las mejores hipótesis conjeturales sobre la base de evidencias a menudo circunstanciales, pero la incertidumbre en tales circunstancias seguirá siendo grande. Tampoco hay concordancia entre los especialistas sobre hasta qué grado debe ser considerado el cambio ambiental indirecto mediado por el hombre al asignar el estatus de exótico a un taxón, y algunos autores e instrumentos legales sugieren que no debería considerarse en absoluto o solo en situaciones muy específicas bajo el razonamiento de que el fenómeno cada vez más generalizado de cambios de rango en respuesta a las presiones ambientales es necesario para garantizar la supervivencia de los taxones y que tales movimientos no deben ser considerados como invasiones biológicas.

#### Criterio 3: supervivencia sin ayuda humana
Un modo para constatar si el origen de un taxón en una región se debe a las actividades humanas es verificar si su supervivencia y propagación depende de la asistencia humana, por ejemplo, el riego de jardines, la provisión de calor en invernaderos u otras infraestructuras humanas. Existe un consenso entre los ecologistas de que los sucesos en lapsos de tiempo cortos se consideran insuficientes para calificar un taxón como que cumple este criterio. Sin embargo, hay menos acuerdo sobre la clasificación de taxones que sobreviven durante años mientras se producen condiciones favorables, pero que no pueden sobrevivir a ciclos hostiles que ocurren cíclicamente cada cierto tiempo (a veces luego de varias décadas). En algunas situaciones, árboles que han sido plantados antiguamente y luego abandonados pueden sobrevivir sin ayuda humana durante siglos, rodeados de una matriz natural. La evidencia de ausencia de reproducción y dispersión puede ser de ayuda en su calificación de exótico, pero la presencia de esta no asegura indigenato, por lo que, a la espera de nuevos análisis e información, es adecuado mantenerlos como taxones criptogénicos para dichas áreas.

#### Criterio 4: Fecha de la primera introducción
La introducción de taxones por humanos comenzó hace muchos milenios. Si bien los datos generalmente escasean a medida que retrocedemos en el tiempo, el desarrollo gradual de una red de comercio global después de la colonización liderada por Europa en los siglos XV a XVIII potencializó radicalmente las invasiones biológicas.
Las islas aisladas no habían sido colonizadas previamente por humanos, pero otras regiones ya tenían poblaciones humanas que podrían haber introducido especies exóticas, antes de que llegase la colonización europea.
El tiempo de residencia puede definirse como el periodo desde que se introdujo un taxón a un ambiente confinado de una nueva región, hasta el momento en que fue liberado o escapó del cautiverio o cultivo; puede haber un retraso prolongado entre ambos procesos.
Para la mayoría de los biólogos, todas las especies introducidas por los humanos deben ser clasificadas como exóticas, promoviéndose su erradicación completa de los ecosistemas que han ocupado. Para algunos ecólogos, en cambio, no deberían ser decididamente gestionadas como exóticas típicas aquellos taxones introducidos por los humanos hace muchos milenios, más aún si constituyen parte inalterable del paisaje, desarrollando interrelaciones con los demás componentes de la biocenosis, a la que alterarían de propiciarse su eliminación. Algunos incluso llevan el umbral mucho más acá, situándolo globalmente en el descubrimiento de América por parte de los europeos (hecho que desató una red mundial de intercambio de especies), es decir, en el año 1492, separando así las especies introducidas más recientes (es decir, la neobiota) de las antiguas (es decir, la arqueobiota), dispensándole a estas últimas cierta protección, centrándose sobre las primeras la política de bioseguridad de especies exóticas.
En contextos específicos, se han propuesto diferentes umbrales temporales para caracterizar importantes puntos de ruptura regionales en las características de las introducciones, por ejemplo, la llegada de la Primera Flota a Australia en el año 1788, para separar a las introducciones realizadas por los europeos de las que habían incorporado los aborígenes australianos.

## Porcentaje de taxones criptogénicos
Es extremadamente difícil generar estimaciones cuantitativas de la frecuencia de especies criptogénicas, ya que la gran mayoría de los taxones con distribuciones generalizadas se declaran simplemente como cosmopolitas, sin detenerse a definir en dónde evolucionaron y en dónde son o podrían ser invasoras. Sin embargo, en algunos ecosistemas de ciertas regiones muy estudiadas, es posible estimar el número de taxones criptogénicos. Los sistemas marinos de aguas poco profundas, como los estuarios y golfos, proporcionan regiones particularmente fértiles para comprender la importancia de los taxones criptogénicos, porque presentan frecuentemente especies de distribución interoceánica o transoceánicas (sin contar con corredores de dispersión natural obvios) y han sido, y continúan, siendo escenarios de actividades comerciales humanas intensivas, como el transporte marítimo y el comercio de moluscos.
En la bahía de San Francisco (California, EE. UU.), se ha acumulado más de medio siglo de estudios sistemáticos sobre invasiones biológicas. 
Una estimación conservadora determinó que en sus aguas habitan 100 especies criptogénicas, sumando las plantas acuáticas, animales y protistas. Grupos ecológicamente importantes, como los productores primarios de la bahía, el fitoplancton, albergan cantidades particularmente grandes de especies criptogénicas.

## Riesgos de no investigar los taxones criptogénicos
Al no considerar como criptogénicos a taxones que se toman rutinariamente como nativos, se podría estar subestimando los profundos y silenciosos impactos de las invasiones biológicas en comunidades naturales previamente invadidas. Un ejemplo es el caso de uno de los invertebrados marinos más conocidos del estado estadounidense de Florida, el isópodo destructor de manglares (Sphaeroma terebrans), del cual se ha demostrado que no hay evidencia concluyente de que sea allí nativo, conclusión que generó sorpresa y escepticismo sobre las políticas de manejo y conservación a futuro de los manglares y crustáceos locales.